# Pikk tänav (Pärnu)
Ne doit pas être confondu avec Pikk tänav.
La longue rue (estonien : Pikk tänav ) est une rue de Pärnu en Estonie.

## Situation et accès
La rue commence à l'intersection de Keskväljak et Vee tänav et se termine au carrefour des rues Vanapargi tänav, Riia maantee et Laia tänav. 
La rue mesure près de 890 m de long.

## Bâtiments remarquables et lieux de mémoire

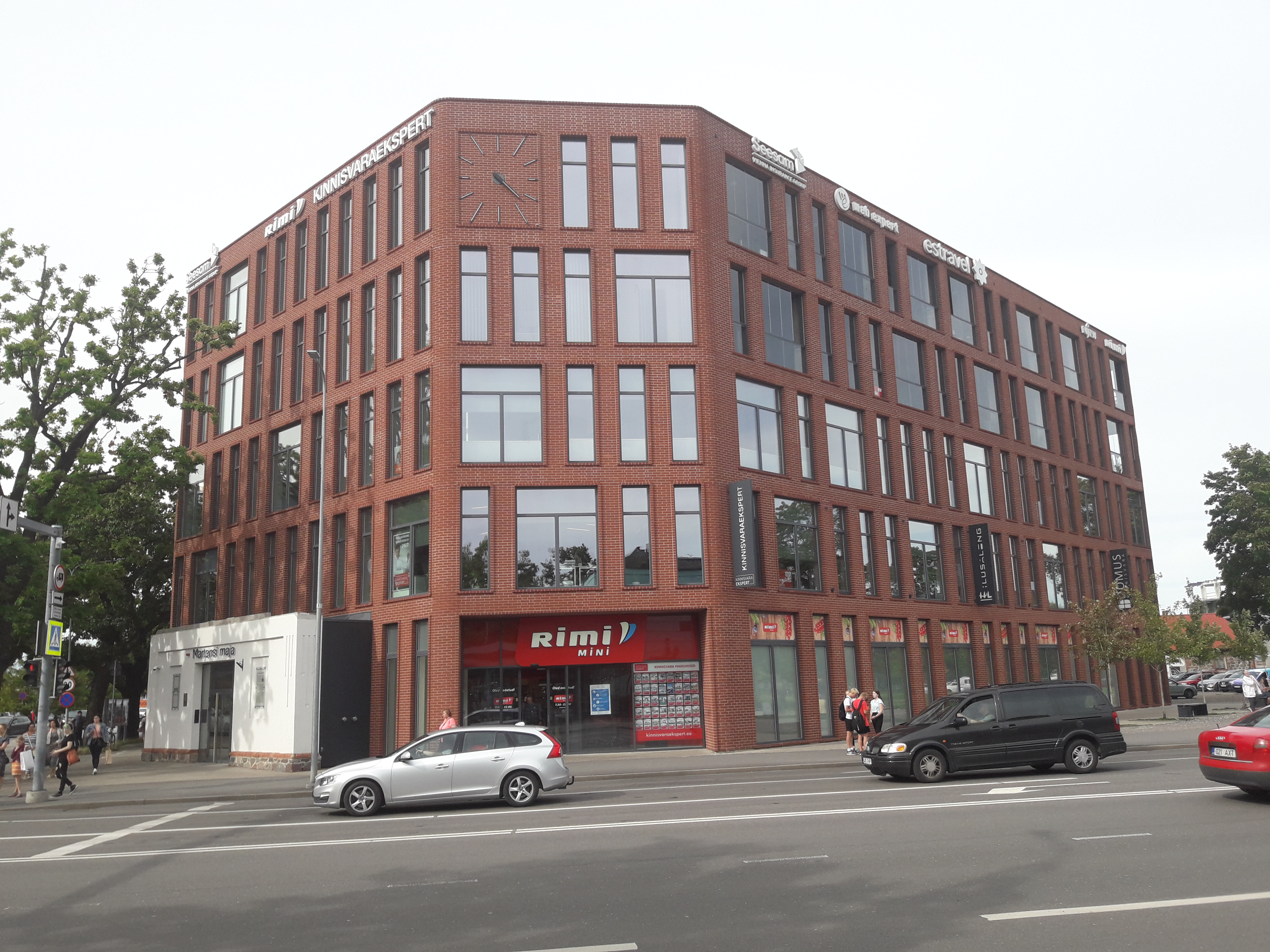
Maison Martens.
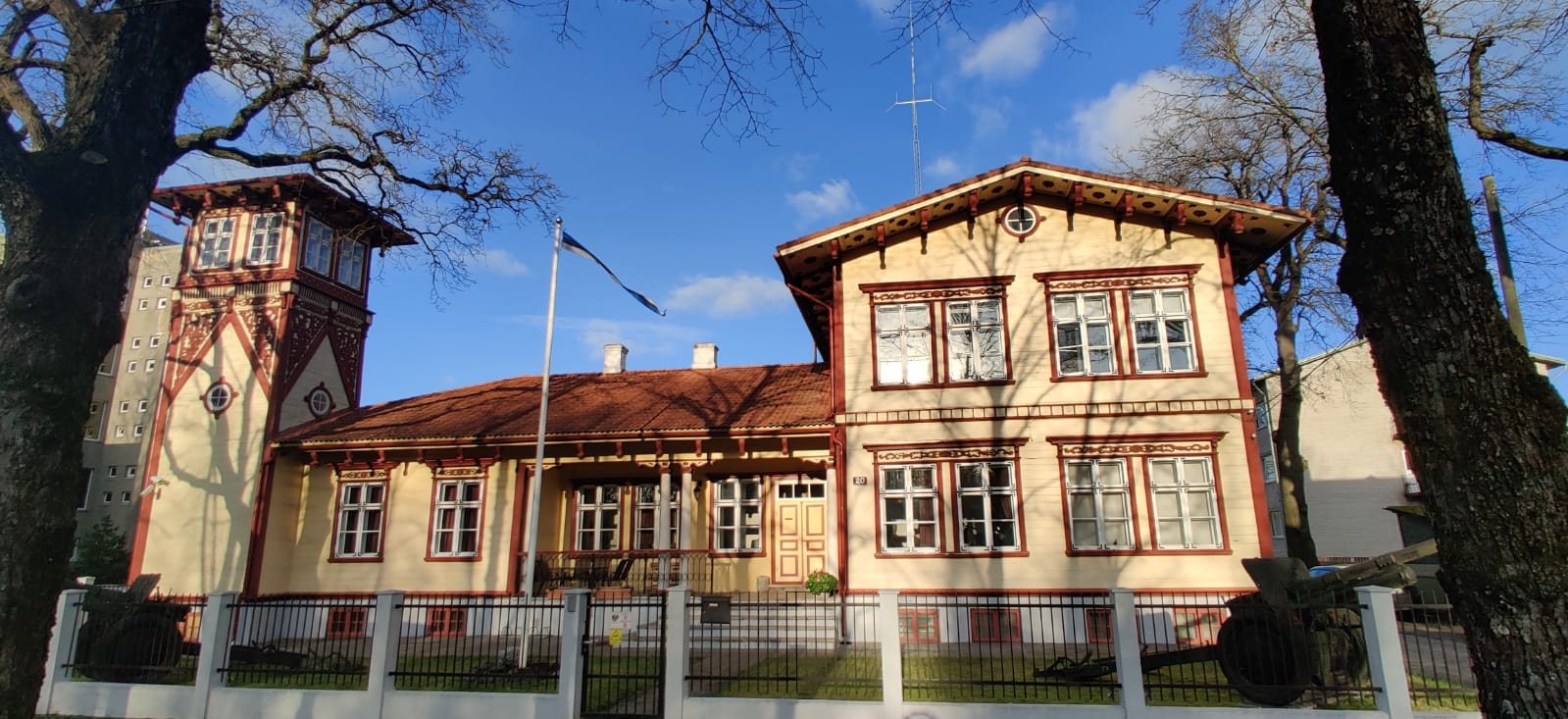
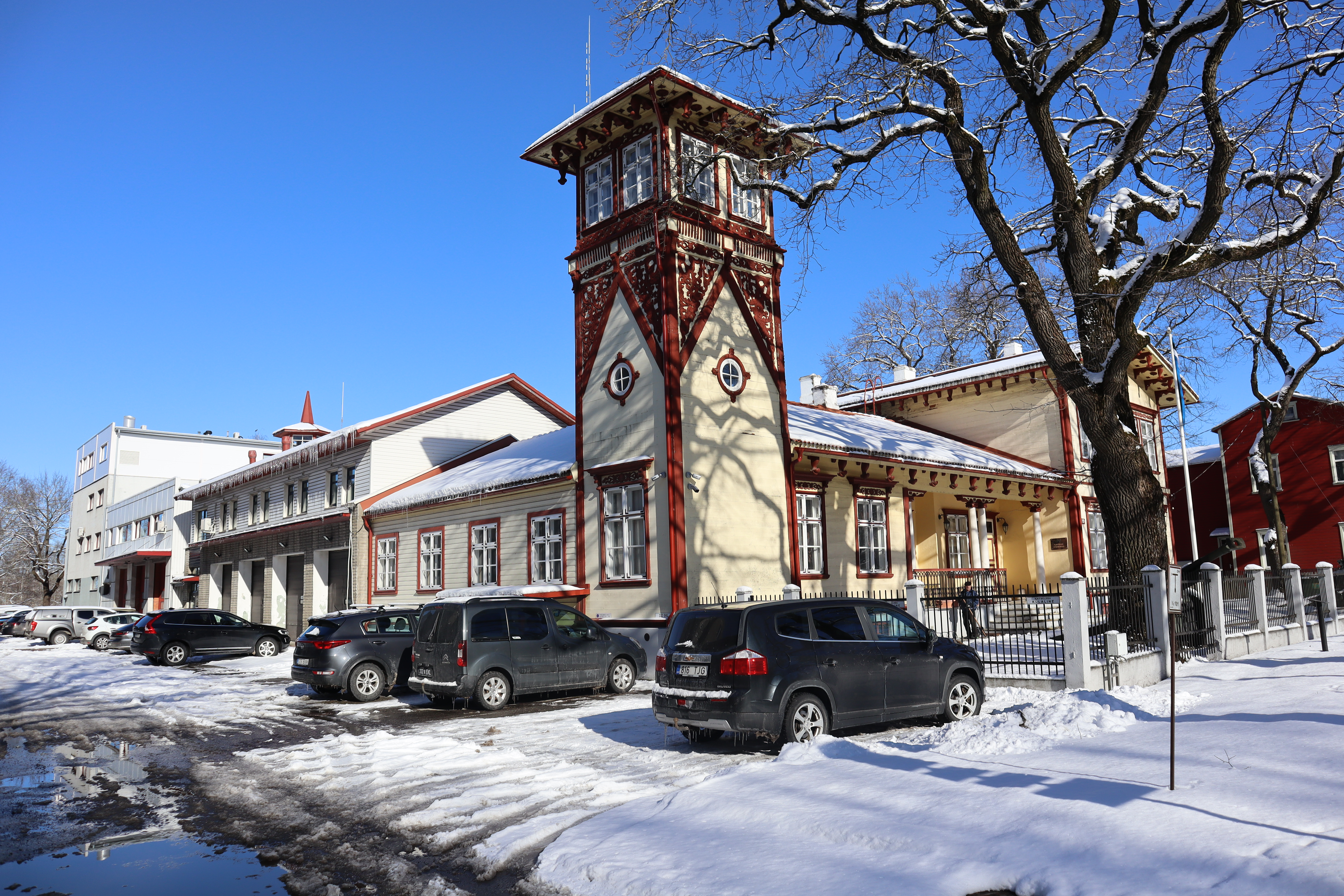
Pikk 20.
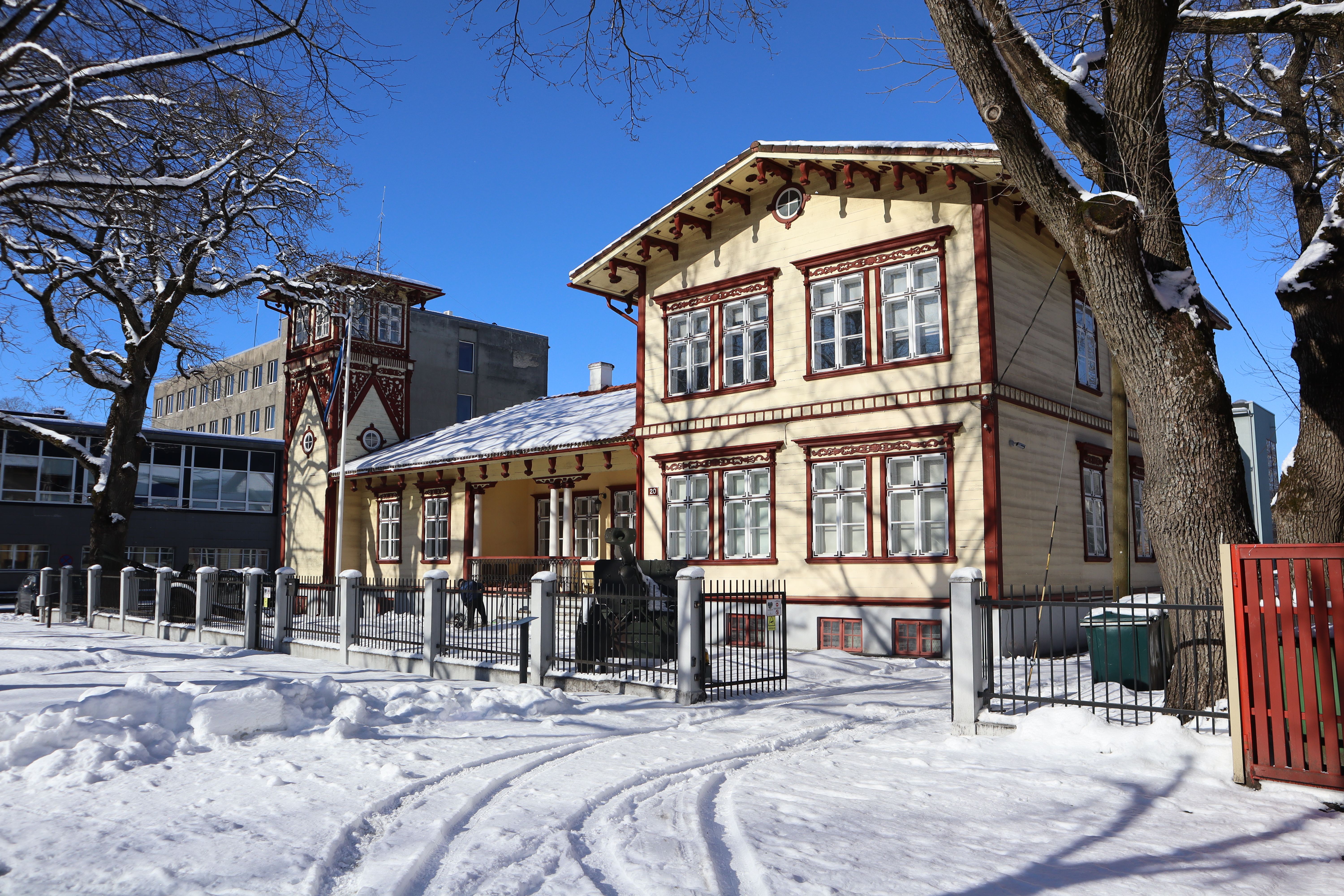